# ニューブランズウィック州の地方行政区
ニューブランズウィック州の地方行政区の一覧。
カナダのニューブランズウィック州はかつて、郡（英語：countyまたは仏語：comté）の下に市町村（municipality）という2段階構造になっていたが、1966年に郡制が廃止され、現在は州の下に市町村（municipality）が設定されている。そのため、現在では郡は地理的区分のためだけに便宜上使用されている。ただし、小規模の町村をまとめて広域の行政サービスを行なう「地方行政サービス地区（Local service district （LSD））」も併せて設定されている。
また、市町村区分とは別に、セントジョンを除くすべての地域は伝統的な小教区（parish）に属するが市町村や郡区分とは異なる。

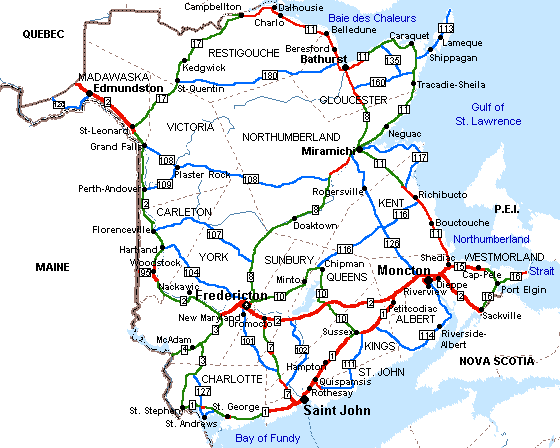
ニューブランズウィック州の地図。郡境は点線、郡名は大文字で表示されている。

ここではまず郡について述べる。

## 郡
1966年までは州内の2層構造の地方自治体区分の最上位に位置した郡（英語：countyまたは仏語：comté）であったが、1966年の機会均等法（Equal Oppoprtunity）導入により郡制が解体された。教育、ヘルスケアなどの行政サービスは州の管轄となり、現在の郡区分は行政サービスを伴わない単なる地理的呼称のみを残すものとなった（ほとんどの住民は自分の町がどの郡にあるかを知っている）。ただし地図にも表示されている場合が多い。郡の下には市町村などの基礎自治体区分がある。

### 郡の一覧
| 郡名                 | 現地語表記     | 旧行政府               |
| -------------------- | -------------- | ---------------------- |
| アルバート郡         | Albert         | ホープウェル・ケープ   |
| ウエストモーランド郡 | Westmorland    | モンクトン             |
| カールトン郡         | Carleton       | ウッドストック         |
| キングス郡           | Kings          | ハンプトン             |
| クイーンズ郡         | Queens         | ゲージタウン           |
| グロスター郡         | Gloucester     | バサースト             |
| ケント郡             | Kent           | リチブクトゥ           |
| サンバリー郡         | Sunbury        | バートン               |
| シャーロット郡       | Charlotte      | セント・アンドリューズ |
| セントジョン郡       | Saint John     | セントジョン           |
| ノーサンバーランド郡 | Northumberland | ニューキャッスル       |
| ヴィクトリア郡       | Victoria       | アンドーバー           |
| マダワスカ郡         | Madawaska      | エドモンストン         |
| ヨーク郡             | York           | フレデリクトン         |
| レスティグーシュ郡   | Restigouche    | ダルハウジー           |